# Office du Niger

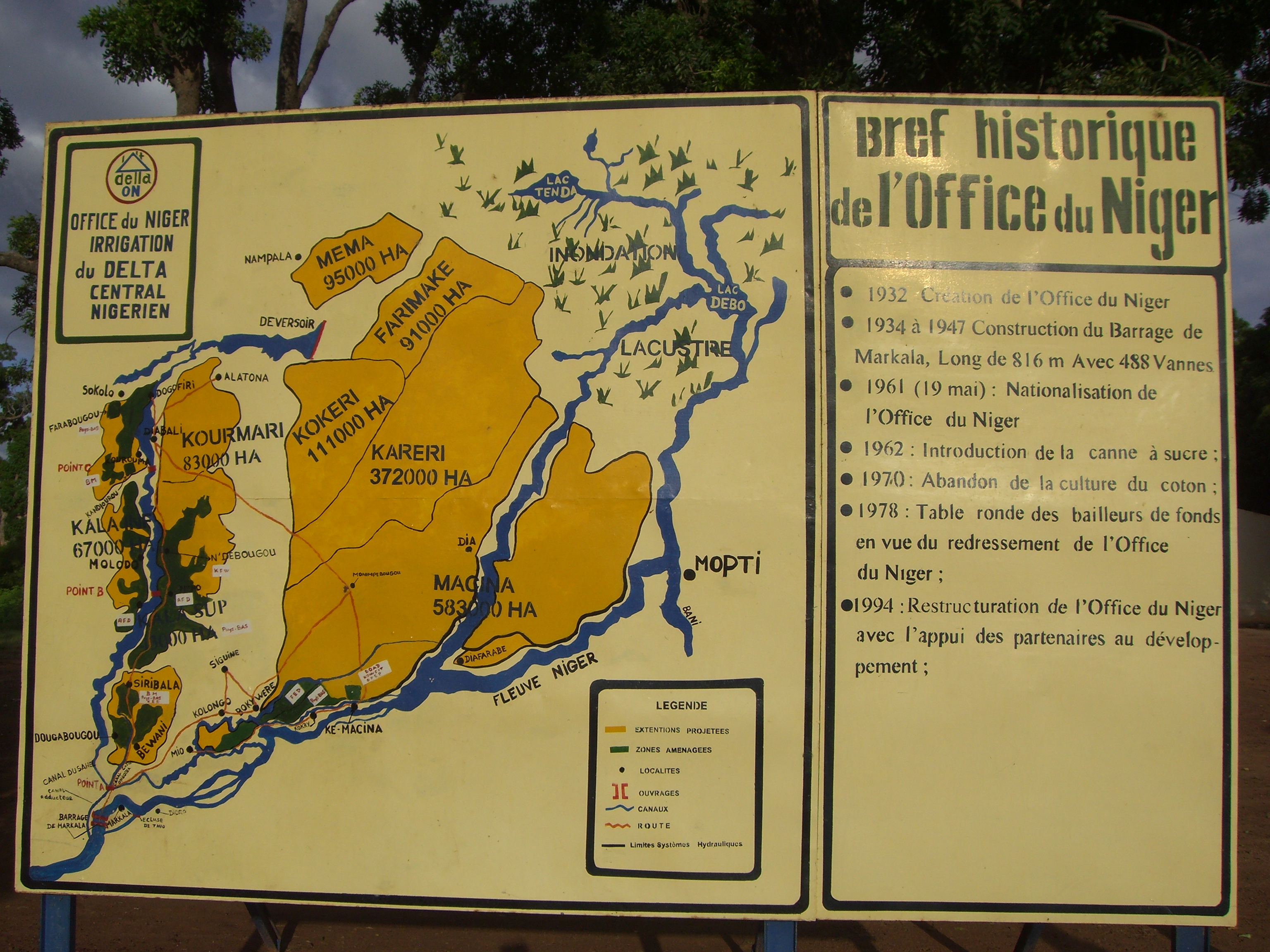
Panneau de présentation de l'office du Niger au bord du barrage de Markala.

L’Office du Niger est un périmètre de culture irriguée aménagé sur le delta intérieur du Niger au Mali, à environ 250 km en aval de la capitale Bamako. 
Initié par les autorités françaises dans les années 1920, le projet destiné à l’origine à satisfaire les besoins d’approvisionnement en coton des industries textiles françaises a connu de nombreux revers. Repris en main par les autorités maliennes à l’indépendance du pays en 1960, l’Office du Niger est réformé et la culture du coton y est abandonnée au profit du riz. 
Avec ses 100 000 ha de terres irrigués, l’Office du Niger compte aujourd’hui parmi les plus grands aménagements hydro-agricoles du continent africain et contribue fortement à la sécurité alimentaire du Mali avec une production annuelle d’environ 500 000 tonnes de riz.

## La Genèse du projet Niger (1895-1932)

### L’industrie textile française et les difficultés d’approvisionnement en coton (1895-1920)
À la fin du XIXe siècle, le textile est l’un des plus importants secteurs de l’industrie française, mais son approvisionnement en matière première pose problème. Contrairement à sa principale concurrente britannique, qui peut compter sur ses colonies indiennes et égyptienne, l’industrie textile française est contrainte d’importer la quasi-totalité de sa matière première, notamment auprès des États-Unis qui lui fournissent 75 % de ses besoins en coton brut. Cette contrainte pèse fortement sur le budget de l’État, d’autant plus que la croissance de la consommation mondiale et l’émergence d’une industrie textile américaine tirent les prix vers le haut. Il apparaît donc nécessaire pour la France de s’assurer une nouvelle source d’approvisionnement en coton, plus fiable et moins coûteuse. Les regards se tournent alors vers les colonies, et notamment  vers l’Afrique de l’Ouest, où la culture du coton est déjà pratiquée par les populations locales.
Les premiers essais de culture du coton au Soudan français (actuel Mali) remontent à 1898 avec l’envoi d’une mission chargée de déterminer les variétés locales les mieux adaptées à l’exploitation industrielle. Sous l’impulsion des milieux industriels français, la propagande en faveur du coton Soudanais est lancée. En 1902, la création de la Cotton Growing Association pour promouvoir la culture du coton dans les colonies britanniques relance l’activisme des industriels français regroupés au sein du Syndicat général de l’industrie cotonnière. Ils fondent l’année suivante l’Association cotonnière coloniale qui effectue les premiers ensemencements de variétés américaines de coton au Soudan, dans la région de Ségou. Ces essais de culture en terre sèche sont un échec, et une succession de campagnes infructueuses plonge l’ACC dans les difficultés financières. Celle-ci justifie son échec par les conditions climatiques, la cupidité des Européens ou encore le manque de soutien des fonctionnaires locaux, mais les véritables raisons semblent plutôt liées au manque d’attractivité de la culture du coton pour les indigènes du fait de bénéfices trop faibles, et à l’inadaptation des variétés cultivées. L’ACC se replie alors sur des variétés égyptiennes cultivées en périmètre irrigué dont les premiers essais effectués au Sénégal semblent prometteurs.
La Première Guerre mondiale aggrave les difficultés d’approvisionnement de l’industrie textile française. La récupération de l’Alsace-Lorraine accroît encore le poids de cette industrie dans l’économie nationale, mais alors que la production américaine stagne, les deux autres grands producteurs (Égypte et Inde) étendent leurs surfaces cultivées grâce à l’irrigation. Entre 1914 et 1918, le prix du coton américain à l’importation est multiplié par 5. La situation devient intenable pour la France, d’autant plus que l’arrêt du soutien économique américain provoque la chute du franc, renchérissant encore davantage les importations.
Pour nombre de dirigeants français, le salut économique passe par les colonies qui doivent devenir les principaux fournisseurs de matières premières et les premiers débouchés de l’industrie française. La propagande des compagnies commerciales et des industriels s’intensifie et fait de la question coloniale une affaire nationale. Le programme d’action mis au point en 1919 par le ministre des Colonies Henry Simon est axé sur la réalisation de grands travaux d’infrastructures ouvrant la voie à une exploitation économique accrue des colonies. Leur réalisation doit être confiée à des entreprises privées, avec le soutien de l’État. C’est dans ce contexte que l’ingénieur des travaux publics de l’État Émile Bélime se voit chargé d’une mission d’étude des possibilités d’irrigation dans la vallée du Niger.

### De la mission Bélime à la création de l’Office (1920-1932)
Émile Bélime effectue donc entre décembre 1919 et août 1920 la reconnaissance du fleuve Niger, entre Bamako et le lac Débo. Spécialiste des méthodes d’irrigation britanniques qu’il a étudié de près en Inde, il démontre dans son rapport que toutes les conditions sont réunies pour faire du Soudan français l’un des plus grands champs de coton du monde grâce aux méthodes de culture intensive irriguée. Il dresse un programme d’aménagement comprenant trois systèmes d’irrigation et nécessitant la réalisation de deux barrages (à Sotuba, près de Bamako et à Sansanding), de plusieurs canaux d’irrigation et de drainage, ainsi que l’assèchement du lac Faguibine. La première tranche de ce projet nécessite à elle seule huit ans d’études et de travaux, pour un coût total évalué à 262 millions de francs. Mais Bélime affirme que cette première étape permettra de récolter 100 000 t de coton et une importante quantité de fruits oléagineux. 
Si la réalisation technique ne pose pas de difficultés particulières, la question de la main-d’œuvre pose problème. Le Soudan français ne compte à cette époque que 3 millions d’habitants au total, et moins de 600 000 dans les régions concernées, dont seulement 300 000 cultivateurs environ. Selon les calculs de Bélime, la culture irriguée du coton nécessite au moins un homme par ha, soit une main-d’œuvre totale de près d’1 million d’hommes ! Mais l’ingénieur estime que l’introduction de nouvelles méthodes de culture et l’établissement d’anciens tirailleurs et de paysans issus des régions surpeuplées devrait suffire à pallier ce manque. 
Le rapport Bélime promet un avenir brillant pour le Soudan, et affirme détenir la clé de la résolution des problèmes de l’industrie textile française. Mais ses promesses se fondent sur des recherches qui demeurent imprécises. Bien que le problème du recrutement de la main-d’œuvre soit considéré comme capital, les études sociologiques et ethnologiques nécessaires ne sont pas entreprises, le rapport suggérant que les projets réalisés et la perspective d’un niveau de vie plus élevé suffiront à attirer les paysans. Malgré les nombreuses lacunes du rapport Bélime, celui-ci va servir de base pour tous les projets futurs de mise en valeur du Soudan. Il est notamment intégré au plan élaboré en 1920 par le ministre des Colonies Albert Sarraut, et qui développe pour la première fois un programme global et cohérent de mise en valeur des colonies basé sur l’idée d’association.
L’État espère disposer de 280 millions de francs pour réaliser les projets d’irrigation du Niger, mais la situation économique ne s’y prête guère. Les prix des produits coloniaux ont baissé, diminuant ainsi la rentabilité espérée du projet, et le paiement des réparations allemandes n’intervient pas, réduisant les moyens propres d’investissement de l’État français. Le plan Sarraut n’est donc pas adopté par le parlement, mais le projet Niger est relancé par la Compagnie de culture cotonnière du Niger créée en 1920 par le banquier Marcel Hirsch dans l’espoir de profiter des moyens promis par l’État pour mettre en œuvre le projet. Celui-ci rallie une grande partie des milieux financiers et commerciaux à son projet, et obtient immédiatement un prêt de 1,6 million de francs ainsi que l’assurance du soutien total de l’administration sur la question délicate du recrutement de la main-d’œuvre. Mais les méthodes brutales de la compagnie (salaires, conditions de travail, etc.) provoquent oppositions et désertions au sein de la population. La variété de coton choisie ainsi que les méthodes de cultures se révèlent également inadaptées. 
Entre-temps, Bélime rallie d’influents parlementaires à sa cause et reprend la propagande en faveur du projet Niger pour le compte de la Compagnie générale des Colonies, également créée en 1920 par un consortium de banques et d’entreprises de travaux publics. Finalement, le gouvernement signe en 1922 un contrat de 3 millions de francs avec la Compagnie générale des Colonies pour la réalisation des études techniques préalables aux travaux de construction du barrage de Sotuba, prévus pour démarrer en 1924. Il faut souligner que depuis les échecs de l’ACC, les industries textiles se sont désintéressées du « coton national » et qu’aucun représentant de ce secteur ne siège au conseil d’administration de ces deux compagnies.
Les premières critiques à l’égard du projet Niger se font alors entendre. Un certain nombre de spécialistes dénoncent le « mythe égyptien » à l’origine de la vision défendue par Bélime. Ils soulignent les incohérences de cette vision et pointent les différences majeures entre les deux situations : contrairement au Soudan, les cultures d’irrigation se pratiquent depuis des siècles en Égypte, la déclivité et le volume d’eau du Nil y sont plus importants que ceux du Niger, la composition des sols et le climat y sont également différents. Mais c’est surtout la question de la densité de peuplement, près de 100 fois moins élevée au Soudan que dans la région du Nil, qui concentre les interrogations sur le projet Niger. Le problème du recrutement de la main d’œuvre apparaît en effet comme un problème crucial pour la réussite du projet. Mais ces critiques ne pèsent pas lourd face à la machine de propagande déployée par Bélime et ses amis, qui créent en 1921 le Comité Niger. Cet organisme chargé de la promotion du projet Niger dans l’opinion publique et du lobbying auprès des pouvoirs publics est composé d’anciens parlementaires, ministres, fonctionnaires coloniaux ou officiers de l’armée coloniale, et partiellement financé par la Compagnie générale des colonies. Malgré les critiques, la coalition d’intérêt créée autour du projet Niger est désormais suffisamment large pour mener le projet à son terme.
En 1923, Jules Carde est nommé gouverneur général de l’Afrique Occidentale Française (AOF). Or, celui-ci est davantage partisan d’une politique d’association permettant une hausse progressive du niveau de vie des populations locales que d’une politique de grands projets, qu’il juge coûteuse et inutile. Vu les piètres résultats des expériences menées jusque-là, Carde semble plutôt réticent à la poursuite du projet Niger, d’autant plus que la situation alimentaire des populations locales est très précaire. Finalement, le gouverneur général Carde se rallie au projet et nomme Émile Bélime à la tête du Service général des textiles et de l’hydraulique agricole chargé des essais de culture, des études agronomiques, hydrologiques et climatologiques, et responsable du contrôle des activités de la Compagnie générale des colonies. Bélime se voit enfin en mesure de réaliser le programme dont il avait lui-même établi les grandes lignes en 1921. Le gouverneur général Carde obtient tout de même une concession en faveur du combat contre la faim en exigeant que le projet d’irrigation puisse également servir à la culture du riz.
En 1925, Carde lance les premières expériences de colonisation pour la culture du coton et du riz à Niénébalé, malgré les mauvais résultats des cultures expérimentales menées dans cette zone depuis 1921. Dans le même temps, les travaux de construction du barrage de Sotuba sont confiés au Service temporaire des irrigations du Niger (STIN). Plusieurs milliers de travailleurs sont réquisitionnés. Les taux cumulés de mortalité, d’invalidité et de désertion (24 % la première année, et 69 % la seconde)  laissent imaginer les conditions de travail que subissent les travailleurs indigènes. Selon le rapport Bélime de 1921, le barrage et le système d’irrigation devaient ouvrir à la culture 750 000 ha de terres dont 250 000 pour le coton, le reste étant partagé entre le mil, le maraîchage et les pâturages. Lors de l’inauguration du barrage par le ministre André Maginot en 1929, le ton de la presse française est euphorique et fait une fois de plus référence au rêve égyptien. Mais finalement, et malgré des investissements estimés à plus de 58 millions de francs sur la période 1926-1931, seuls 7 000 ha de terres irriguées ont été aménagés.
Pourtant, l’engouement continue autour du projet Niger, et la coalition d’intérêt s’élargit avec le ralliement des milieux industriels du fer et de l’acier au sein du Comité du Transsaharien créé en 1927. Aucune opposition ne se fait jour à Bélime qui poursuit donc son action avec la mise au point d’un grand projet d’aménagement prévoyant la construction d’un deuxième barrage à Sansanding et la réalisation du réseau hydraulique permettant l’irrigation de la zone. Ce projet d’aménagement doit, selon Bélime, permettre la mise en valeur de 960 000 ha de terres irriguées dont 510 000 ha pour la culture du coton et 450 000 ha pour celle du riz. Cependant, sa réalisation nécessite l’installation de 300 000 Africains dans la région, et son coût est évalué à 300 millions de francs. En dépit de ces chiffres, le projet est intégré au programme d’investissement du ministère des colonies. Mais Bélime n’attend pas la confirmation du financement par la loi d’emprunt de février 1931 et constitue dès 1930 un Service du Niger chargé d’effectuer les études complémentaires. 
Les résultats de l’expérience d’irrigation et de peuplement menée à Sotuba devaient déterminer la mise en œuvre de la suite du projet, mais ceux-ci se révèlent très décevants. Dans le même temps, la crise de 1929 provoque le retournement des milieux d’affaires de l’AOF contre le projet. Face à l’ampleur des sommes investies et des problèmes rencontrés par la politique de colonisation indigène comme par les expériences de culture, ils préconisent l’interruption des travaux. Mais entre-temps, Bélime a profité des démissions du gouverneur général Carde et du gouverneur du Soudan Henri Terrasson de Fougères en 1929 pour démarrer les travaux et placer ainsi les autorités devant le fait accompli. Finalement, l’Exposition coloniale internationale qui se tient à Paris en 1931 est l’occasion de relancer la propagande en faveur du projet qui obtient de nouveau le soutien financier des pouvoirs publics. Mais face aux difficultés financières de l’AOF qui risque de ne pouvoir tenir ses engagements, le ministère des Colonies préconise une réorganisation du projet Niger permettant de garantir les conditions de son financement. L’Office du Niger est donc créé en janvier 1932, avec le statut d’établissement public appartenant à l’État français.

## L’Office du Niger d’Émile Bélime (1932-1944)
Le décret du 5 janvier 1932 crée l’Office du Niger, « établissement public doté de la personnalité civile et de l’autonomie financière, ayant pour objet l’étude, l’aménagement et la mise en valeur de la vallée du Niger ». Son siège est établi à Ségou. La forme d’administration de l’Office est censée refléter sa double fonction, au service des intérêts de la métropole (approvisionnement en coton) et de la colonie (production de riz destiné à l’alimentation locale). Mais en réalité, les intérêts de l’AOF sont sous-représentés dans les instances décisionnelles, et surtout, les pouvoirs attribués au directeur général Émile Bélime sont très importants. Celui-ci est en position de force et s’entoure de personne dont la fidélité prime sur les compétences, ce qui contribuera, selon E. Schreyger, aux mauvais résultats de l’Office.  

### Conditions d’existence et de travail des colons de l’Office
Une fois nommé à la tête de l’Office, Bélime se lance dans la poursuite des travaux entamés en 1929 dans le cadre de son grand projet d’aménagement. Après la réalisation des canaux de Macina et du Sahel, débute en 1934 la construction du barrage de Sansanding. Les travaux emploient en moyenne 2 000 à 2 500 travailleurs par an, recrutés de force et établis dans des camps de travail aux conditions extrêmement rigoureuses. Les règles en matière d’occupation et d’hygiène ne sont pas respectées, et plusieurs missions de contrôle soulignent l’insuffisance des rations alimentaires. Par souci d’amortissement maximal des investissements, et notamment des machines, les ouvriers travaillent 12 heures par jour sans repos hebdomadaire, alors que les prescriptions limitent le travail à 9 heures par jour, 5 jours sur 7. À cela s’ajoute une politique de maintien de l’ordre faite de sévices corporels et de privations alimentaires.
Face à ces conditions inhumaines, plusieurs missions d’inspection tirent la sonnette d’alarme. L’importance des pertes humaines inquiète le gouvernement de la colonie voisine de la Haute-Volta qui fournit l’essentiel des colons indigènes de l’Office. Les conditions de vie et de travail des colons sont dénoncées par la presse radical-socialiste et par des personnalités ou organisations telles qu’Albert Londres, André Gide, la Ligue des droits de l'Homme ou le Secours populaire. L’arrivée au pouvoir du Front populaire en 1936 permet une certaine évolution. Le recrutement forcé de main-d’œuvre supplémentaire par des entreprises privées est interdit, et le STIN est supprimé. Mais l’organisation antérieure est rétablie par le régime de Vichy et les irrégularités reprennent. Le barrage de Sansanding est finalement achevé en 1947.

### Les raisons de l’échec
Malgré des méthodes extrêmement brutales et des moyens financiers énormes, les résultats constatés à l’aube de la Seconde Guerre mondiale sont loin d’être satisfaisants. En 1939, seuls 13 300 ha de terres ont pu être irrigués sur les 960 000 ha prévus. La production de coton-brut s’élève à 422 t (au lieu des 100 000 t annoncées par Bélime), et la production de riz atteint à peine les 6 200 t. Les raisons d’un tel échec sont nombreuses. Elles tiennent d’abord à des problèmes techniques et agronomiques : contraintes climatiques, variétés de semences inadaptées, etc. Les paysans sont insuffisamment formés à des méthodes de culture étrangères à leurs traditions, comme la traction animale. Le manque de suivi vétérinaire et de fourrage provoque un taux de mortalité du bétail très élevé. Surtout, la politique de prix d’achat au producteur inférieurs aux prix du marché ne motive pas les paysans indigènes, et ne leur permet pas de se procurer les intrants (engrais, outils etc.) nécessaires à une culture efficace. Les problèmes sociaux jouent également un grand rôle : le recrutement forcé, les difficultés d’adaptation, la disparition du lien et du soutien de la communauté villageoise (remplacée par l’autoritarisme bureaucratique de l’Office) annihilent tout d’esprit d’initiative paysan. Enfin, l’Office du Niger connaît également d’importants problèmes financiers : le manque de contrôle de l’exécution budgétaire provoque d’énormes dépassements liés notamment aux privilèges exorbitants des fonctionnaires européens de l’Office.

### La crise de 1944 et l’éviction de Bélime
Le directeur Émile Bélime conçoit pourtant en 1940 un nouveau plan décennal d’extension des aménagements de 150 000 ha, nécessitant le recrutement de 75 000 colons supplémentaires. Il reçoit le soutien de Vichy qui accorde en mai 1941 un prêt de 600 millions de francs à l’Office. Mais les difficultés de recrutement redoublent. En 1944, un millier de familles de colons bambaras demandent à quitter l’Office en raison des conditions de vie et du manque de liberté. La crise menace de se généraliser à l’ensemble des colons africains et l’Office se voit obligé de faire un certain nombre de concessions : le prix d’achat du kilogramme de riz est augmenté, tout comme les rations de riz et de coton distribuées aux colons les plus démunis. Enfin les conditions d’attribution de prêts sont assouplies. 
La Conférence de Brazzaville de 1944 et la fin du régime de Vichy vont déboucher sur une réorganisation de la politique coloniale de la France dont les répercussions sur l’Office seront importantes. La crise à l’Office et l’échec patent du plan décennal sont pour les nouvelles autorités la preuve de l’échec de la politique de Bélime. Totalement discrédité par son soutien appuyé à Vichy, il est remercié par la nouvelle administration coloniale. La fin de la Seconde Guerre mondiale et le départ de Bélime ouvrent enfin la voie à une véritable restructuration de l’Office. Car le bilan est loin d’être flatteur. Le rapport établi par la commission d’enquête du Gouverneur Général Reste révèle l’ampleur des manipulations de la direction pour camoufler certains résultats catastrophiques (concernant des problèmes techniques et surtout sociaux). Il décrit avec sévérité l’organisation militaire des camps et l’abattement moral et la misère matérielle qui en découle. Il préconise le démantèlement de l’Office du Niger et l’arrêt des travaux d’extension pour se consacrer en priorité à la réfection des infrastructures existantes et à l’amélioration des conditions sociales…

## L’échec des plans de modernisation d’après-guerre (1945-1960)
Au lendemain de la Seconde Guerre mondiale, la politique française de colonisation est complètement réorganisée. La Constitution de 1946 crée l’Union française, et la Quatrième République tente de rénover ses relations politiques avec les colonies. Le principe originel de l’autofinancement des colonies est définitivement abandonné. Le ministère de l’Outre-mer est chargé d’établir des plans d’équipement et de modernisation visant à favoriser le développement économique et la prospérité des autochtones. Le financement de ces projets est confié à la Caisse centrale de la France d’outre-mer (ancêtre de l'Agence française de développement) et au Fonds d’investissement pour le développement économique et social des territoires d’outre-mer (FIDES).
L’organisation administrative de l’Office est peu modifiée mais le pouvoir des représentants de l’AOF est accru dans les instances de décisions, et la politique de colonisation indigène est complètement réformée dans le sens préconisé par la mission du gouverneur général Reste. Un nouveau plan décennal est élaboré en 1947 qui prévoit l’extension des terres irriguées de 100 000 ha, dont une moitié consacrée à la culture du coton et la seconde à celle du riz. Face au retard accumulé sur les objectifs intermédiaires (du fait notamment de l’insuffisance des fonds du FIDES), un nouveau plan quadriennal est élaboré en 1952 préconisant l’extension à tout prix de la surface cultivée au profit du riz, car le conflit indochinois provoque des difficultés d’approvisionnement en riz pour l’AOF.
Malgré les moyens d’investissements énormes fournit à l’Office (plus de 11,6 milliards de francs CFA sur la période 1947-57), les résultats demeurent médiocres. En 1957, seuls 47 000 ha de terres ont pu être irrigués et seulement 50 000 t de riz et 3 100 t de coton ont été produites. Ces mauvais résultats s’expliquent par le fait que les plans de modernisation sont le fruit d’une commission de planification qui ignore largement la réalité des problèmes africains. En outre, le manque d’études préliminaires, de main-d’œuvre suffisamment qualifiée, et la détérioration de la situation économique française qui a conduit à une amputation des plans d’investissements, sont autant de facteurs expliquant l’échec de cette politique.

## L’Office du Niger et la collectivisation agricole sous le régime socialiste de Modibo Keïta (1960-1968)

### Des objectifs très ambitieux pour l’Office et une politique volontariste de collectivisation
Le Mali accède à l’indépendance le 22 septembre 1960. Le parti du président Modibo Keïta, l’US-RDA, tient alors un congrès extraordinaire qui fixe les principales orientations en matière de politique économique. Il s’agit d’entreprendre au plus vite la décolonisation économique en mettant en place les structures d’une planification socialiste basée sur les réalités maliennes, et en permettant à l’État de diriger et de contrôler efficacement l’économie du pays. Ces orientations sont reprises dans le premier plan quinquennal (1961-1966) qui donne la priorité à l’augmentation de la production et des exportations agricoles. Dans cette perspective, l’Office du Niger occupe une place centrale. Celui-ci devient un établissement public de l’État malien par la convention du 15 mai 1961, et se voit attribuer des objectifs de production très ambitieux pour les cinq années suivantes (+ 62 % pour la production de riz pour une même surface cultivée grâce à une hausse des rendements de 56 %, et surtout + 598 % pour la production de coton grâce à une hausse de la surface cultivée et des rendements de respectivement 127 % et 186 %). Pour atteindre ces objectifs, le gouvernement de Modibo Keïta prévoit d’investir la somme colossale de 38,4 millions de dollars, soit 58,5 % du montant total des investissements destinés au secteur agricole, principal secteur d’activité du pays.
Afin de mettre en œuvre le plus rapidement possible la planification socialiste que Modibo Keïta appelle de ses vœux, le gouvernement s’attaque d’abord à la collectivisation du secteur rural qui occupe plus de 90 % de la population malienne. Le cadre mis en œuvre comprend la création de coopératives, de champs collectifs, de centres d’exploitation en régie directe, et d’une entreprise d’État détenant le monopole de la commercialisation des produits agricoles (l’OPAM). L’idéologie à la base de la collectivisation agricole préconisée par Keïta s’appuie sur des références précoloniales : il s’agit de recréer sous forme de coopératives l’esprit de solidarité communautaire mis à mal par la colonisation. La loi du 9 juin 1960 crée un système coopératif à quatre niveaux (village, groupement de villages, arrondissement et Cercle). Afin de mobiliser l’ensemble de la population rurale en faveur du socialisme, chaque niveau est en lien étroit avec les instances du parti. Le dispositif coopératif est complété par la mise en place de champs collectifs, et par l’expérimentation de plusieurs centres d’exploitation en régie directe (sorte de fermes d’État sur le modèle des sovkhozes soviétiques).
Ces réformes sont entreprises dans la période au cours de laquelle le gouvernement malien entretient des liens privilégiés avec le bloc communiste et en particulier avec le gouvernement communiste chinois. Cette coopération chinoise est centrée sur l’Office du Niger. La Chine fournit ainsi une assistance technique nombreuse visant à développer production sucrière et riziculture. A l’inverse d’autres tentatives de cette époque, cette aide chinoise est considée comme un succès.

### L’échec des réformes de collectivisation et la désaffection pour la culture du coton
La politique des champs collectifs se révèle rapidement inadaptée. Le plan quinquennal fixait l’objectif d’1 ha par famille, or on constate qu’à peine ½ ha par famille sont consacrés au champ collectif en 1966, et que les rendements y sont bien inférieurs à ceux du secteur traditionnel. Les séquelles de l‘action de l’Office du Niger sous la colonisation sont trop importantes pour espérer la réussite de cette réforme. En effet, l’administration coloniale s’est efforcée pendant plusieurs décennies de développer un esprit individualiste chez les colons cultivateurs de l’Office, et la composition ethnique très hétérogène entrave également le développement d’un véritable esprit collectif. En outre, la logique économique est mal comprise des paysans qui assimilent ce champ à un tribut à payer à l’État, acteur considéré comme extérieur à la communauté, d’autant plus que de nombreux abus sont constatés dans l’usage de la production de ces champs collectifs qui seront baptisés par certains « champs du parti », rappelant la triste mémoire des « champs du commandant » et du travail forcé de la période coloniale.
L’objectif des centres d’exploitation en régie directe est autre. Il s’agit d’abord de réaliser les objectifs de production très ambitieux du plan, tout en démontrant aux colons les avantages de la grande exploitation et des méthodes modernes de culture (mécanisation, polyculture, etc.). Mais les réalités économiques vont rattraper le gouvernement de Modibo Keïta, confronté à une évolution défavorable du rapport des prix. En effet, les coûts d’investissement (construction des centres, équipement, mécanisation) et de production (notamment les salaires des employés) augmentent beaucoup plus vite que les prix du riz, annihilant la rentabilité escomptée de ces exploitations en régie directes, qui se traduisent souvent par des pertes sèches. En outre, la mécanisation rapide réalisée grâce à l’aide des partenaires étrangers (en particulier Chine et URSS) pose le problème de l’entretien et des pièces de rechange qui crée une dépendance à l’étranger.
La logique économique est également à l’origine du désintérêt des paysans pour la culture du coton, en raison des frais trop élevés et d’une politique des prix d’achat trop faibles. Les rendements de coton chutent du fait d’un manque de motivation des paysans qui lui préfèrent la culture du riz, plus intéressante du point de vue du prix et de la sécurité alimentaire. Face à cette situation, l’Office renonce finalement à ses tentatives autoritaires pour imposer la culture du coton et abandonne l’objectif d’extension de la surface cotonnière.

### Des réformes trop rapides et trop brutales pour être réalistes
Finalement, la politique très volontariste de collectivisation agricole mise en place par le gouvernement de Modibo Keïta est un échec. Loin des objectifs de production et de rendements spectaculaires fixés par le premier plan, la production chute plus ou moins brutalement selon les secteurs. Les raisons d’un tel échec sont multiples : problèmes agro techniques, insuffisance des moyens mécaniques et des infrastructures, manque de formation des moniteurs et instructeurs, etc. Mais la raison principale du fléchissement de la production est sans doute à rechercher du côté de la mentalité des colons de l’Office qui, de l’aveu même de la direction, n’ont pas développé une véritable conscience socialiste. Les réformes ont été entreprises de manière trop brutale et trop rapide au regard de la révolution qu’elles constituaient par rapport à la politique de l’Office sous l’administration coloniale.
Par ailleurs, aucun redressement, aucune réorientation ou même ralentissement dans les réformes n’a été possible car, dans le domaine agricole comme dans bien d’autres, la ligne socialiste dure du parti a constamment dominé les prises de décisions, faisant parfois passer des objectifs politiques avant les réalités économiques et sociologiques. La mise en place de la « police économique » de l’Office, chargée de réprimer le développement du marché noir des produits agricoles, illustre bien les effets néfastes d’un excès de volontarisme dans ce domaine, car loin de conduire à une normalisation, cette initiative n’a fait que développer un esprit de résistance passive chez les colons qui ont progressivement abandonné les cultures irriguées pour cultiver « hors-casier » et s’affranchir ainsi des redevances dues à l’Office.
Rétrospectivement, les objectifs de croissance de la production fixés par le plan quinquennal apparaissent complètement démesurés par rapport à l’état des forces productives, des ressources humaines et financières, de la situation géographique (enclavement) et des structures économiques et sociales. Les rigidités introduites par la politique socialiste (monopole public sur les importations et les exportations, non-convertibilité du franc malien, etc.) ont plongé le secteur agricole dans des difficultés immenses. La situation économique du Mali est donc de plus en plus critique, et le régime qui réagit par un raidissement et une radicalisation politique, est finalement renversé en novembre 1968.

## Vers une (re)naissance de l’Office: une longue phase de restructurations successives (1970-1995)

### Des efforts de redressement annihilés par les conditions climatiques
La junte militaire responsable du coup d’État de 1968 prend le pouvoir avec l’objectif affiché d’assainir les finances publiques et de susciter le redémarrage de l’économie en rompant avec les orientations socialistes du gouvernement précédent. La réforme de l’Office du Niger est amorcée dans le cadre du plan triennal de redressement économique et financier (1970-1972). La priorité est donnée à la culture du riz avec des objectifs importants de hausse de la production, et la culture non-rentable du coton est abandonnée, de même que les champs collectifs et les exploitations en régie directe. D’importants investissements sont réalisés pour remettre en état le réseau hydraulique et étendre les surfaces cultivées. Les résultats obtenus sont plutôt encourageants, avec une hausse de la production de riz de 65 % entre 1968/1969 et 1972/1973. 
Mais la sécheresse qui s’abat sur le Sahel entre 1972 et 1974 va porter un rude coup aux efforts entrepris par le Mali pour redresser sa politique agricole. La pluviosité moyenne chute de 50 % provoquant la perte de troupeaux entiers et une forte baisse des rendements agricoles. Un plan quinquennal de modernisation et d’accroissement de la production agricole est mis en place en 1974. De nouveaux investissements sont réalisés pour réparer les infrastructures les plus anciennes (le barrage de Markala notamment), améliorer le réseau routier, mais aussi pour créer des unités de production agro-industrielles comme la rizerie de N’Débougou ainsi qu’un second complexe sucrier à Séribala (après les essais concluants de culture de canne à sucre effectués sous Modibo Keïta, et la construction d’un premier complexe sucrier à Dougabougou). Ces investissements s’accompagnent d’une réforme de la politique des prix d’achat au producteur. Le prix du riz passe progressivement de 25 francs maliens le kilogramme en 1974, à 45 francs malien en 1978 (il sera de nouveau relevé à 60 fm/kg en 1980), et d’une réforme du système coopératif. Les objectifs sont atteints avec une production de 100 000 t de riz pour la saison 1977/1978, une hausse essentiellement due à une importante progression des rendements, les extensions de surface prévues n’ayant pu être réalisées.
Mais le prix à payer pour ce succès est une forte hausse de la dette extérieure du Mali, ce programme de redressement ayant été financé à 80 % par des concours extérieurs. La situation se dégrade de nouveau à partir de 1978/1979 sous le coup d’un nouveau déficit de précipitations qui restreint les capacités d’irrigation, d’autant plus que les travaux d’amélioration du réseau n’ont pu être terminés du fait de la dégradation de la situation économique.

### L’action des partenaires extérieurs et les grandes réformes institutionnelles
En 1982, les bailleurs de fonds pour la réhabilitation de l’Office du Niger  adoptent sur proposition de la Banque mondiale un plan de soutien de 43 millions de dollars visant à renforcer les infrastructures, apporter une assistance technique aux services de l’Office, appuyer les programmes de recherche agricole et mettre en œuvre un programme de développement communautaire afin de renforcer la participation des colons. Face à l’accroissement des difficultés, ce plan est complété à partir de 1984 par les premières mesures gouvernementales de restructuration. Il s’agit notamment de la levée du monopole de l’Office sur le battage, du retrait des activités sucrières et de la libéralisation du marché des céréales. Les réformes s’accélèrent à l’occasion de la signature du premier contrat-plan entre l’État et l’Office pour la période 1988-1990, qui se traduit notamment par une réduction des effectifs de l’Office qui passent de 4 000 à 2 000 agents. Mais malgré l’amélioration notable des rendements de riz (ils seront multipliés par 3 sur la période 1982-1994), l’aggravation du déficit, qui atteint 3 milliards de CFA en 1991, oblige le nouveau gouvernement issu du mouvement populaire de mars 1991 à poursuivre et à approfondir ces réformes. De nouvelles mesures de restructuration sont notamment prises en 1991, ramenant les effectifs à 504 agents.
À l’occasion d’une visite des partenaires au développement de l’Office (Banque mondiale, Union européenne, coopération française et néerlandaise) en 1992, le gouvernement propose un nouveau plan de restructuration sur trois ans qui doit aboutir au désengagement de l’Office de toutes les activités commerciales. Cette nouvelle phase de restructuration débouche sur la promulgation de la loi 94 004/AN-RM du 9 mars 1994 portant création de l’Office du Niger. Celui-ci prend le statut d’établissement public à caractère industriel et commercial (Epic) et se voit attribuer les missions suivantes : gestion des eaux, maintenance des infrastructures et aménagements, maîtrise d’ouvrage déléguée pour les études et le contrôle des travaux, gérance des terres, conseil et assistance aux exploitants pour l’approvisionnement en intrants et en matériel agricole.
Les fonctions amont (aménagement de nouvelles terres irriguées et crédit agricole), et aval de la production (transformation et commercialisation) sont privatisées. La loi définit également une nouvelle répartition des responsabilités entre l’État, l’Office et les exploitants agricoles qui sont davantage associés à la gestion du foncier. Les relations entre ces parties sont désormais régies dans le cadre de contrats-plans tripartites dont le premier est signé fin 1995. La loi de mars 1994 est également complétée en 1996 par un décret de gérance relatif à la gestion de l’eau et des terres  qui précise les différents statuts fonciers et instaure des comités paritaires de gestion permettant d’associer davantage les exploitants agricoles aux prises de décision. 
Cette restructuration de grande ampleur permet d’établir un nouveau cadre institutionnel plus adapté à la situation de l’Office et d’assainir la situation financière afin de maintenir la confiance des partenaires de la coopération qui sont amenés à s’engager sur le long terme avec l’Office dans le cadre de l’élaboration d’un nouveau schéma directeur. En outre, la dévaluation de 50 % du franc CFA survenue en 1994 s’est traduite par un regain de compétitivité du riz malien par rapport aux productions étrangères.
Les efforts de l'Office du Niger s'inscrivent dans une période d'expansion du coton africain, à partir du milieu des années 1970. Une quinzaine d'années après les indépendance de 1960, la plupart des pays transformèrent les filiales de la Compagnie Française pour le Développement des Textiles (CFDT) en sociétés cotonnières, sur le modèle de sociétés d’économie mixte où la CFDT restait actionnaire: la Sodecoton au Cameroun, la Compagnie ivoirienne pour le développement des textiles (C.I.D.T) en Côte d'Ivoire, la Compagnie malienne pour le développement du textile au Mali, la CotonTchad au Tchad, la Société centrafricaine de développement agricole (Socada) en République centrafricaine, la Société togolaise du coton (Sotoco) au Togo, la Sodefitex au Sénégal, la Société nationale pour la promotion agricole (Sonapra) au Bénin et la Société Burkinabè des Fibres Textiles (Sofitex) en Haute-Volta. Chacune de ces sociétés va contribuer à la multiplication par cinq de la production de coton en Afrique francophone, entre 1980 et 2004.
La production de coton de la zone franc, en tonnes (sources : Compagnie Française pour le Développement des Textiles/Dagris)
| Année      | 1950   | 1960   | 1980        | 1990      | 2000       | 2004         | 2008        |
| Production | 100000 | 200000 | 1/2 million | 1 million | 2 millions | 2,6 millions | 1,3 million |

## Les projets d’aménagements en cours et leurs enjeux

### Situation actuelle
La surface des terres irriguées représente actuellement près de 100 000 ha réparties entre riz, maraichage, sucre et élevage. Elles font vivre une population d’environ 500 000 personnes sur les 14,5 millions d’habitants que compte le Mali. Les exploitations familiales installées dans la zone sont estimées à environ 25 000 pour une superficie d’exploitation moyenne de 4 ha. Après une histoire longue et jalonnée d’échecs plus ou moins retentissants, l’Office du Niger semble enfin aujourd’hui toucher du doigt la success story agricole imaginée près d’un siècle plus tôt par ses précurseurs. Depuis 1980, les rendements de riz ont été multipliés par 4 selon les données de l’Office  et la production de riz est passée de 60 000 à plus de 500 000 t soit environ la moitié de la production nationale. Si les objectifs de superficie fixés à l’origine du projet (950 000 ha) apparaissent rétrospectivement complètement démesurés, la marge de progression des terres irriguées demeure importante puisque les études les plus récentes sur la disponibilité en eau évaluent le potentiel irrigable à 250 000 ha. Depuis la fin des années 1990, l’extension des superficies aménagées a repris et constitue aujourd’hui l’enjeu majeur du développement de la zone. Cette nouvelle vague d’extension risque en effet de soulever des problèmes importants en ce qui concerne la gestion du foncier et de la ressource en eau. Plus globalement, le profil des nouveaux projets d’aménagements pose la question de la gestion durable des ressources et de la place de l’agriculture familiale face au pouvoir grandissant des investisseurs privés et des entreprises d’agro-business dans la zone de l’Office du Niger.

### Les principaux projets d’aménagements en cours
Le schéma directeur de développement régional élaboré au début des années 2000 a fixé un objectif d’extension des surfaces irriguées de 120 000 ha, ce qui porterait la surface totale irriguée à près de 220 000 ha. Les projets d’investissements sont nombreux et émanent de différents types d’acteurs : investisseurs privés nationaux et étrangers (plus ou moins soutenus selon les cas par leur État d’origine), mais aussi organisations régionales, bailleurs de fonds de l’aide publique au développement et ONG locales ou étrangères. Mais l’essentiel des extensions de surface irriguée devrait être liées à la mise en œuvre de trois projets dont l’ampleur dépasse de loin tous les autres.
Deux de ces projets sont situés au nord de la zone de l’Office et s’inscrivent dans une perspective d’aide au développement. Le premier est financé dans le cadre du programme américain d’aide au développement pour l’Afrique, le Millenium Challenge Account (MCA), et le second émane de l’Union économique et monétaire ouest-africaine (UEMOA). Le projet MCA prévoit la mise en culture de 14 000 ha de terres irriguées qui seront attribuées en priorité aux populations locales, ainsi que la construction d’une route de 80 km, le tout pour un budget évalué à 120 milliards de CFA sur une durée de cinq ans. Les travaux d’aménagement d’une première tranche de 5 200 ha ont démarré début 2010.

Le projet de l’UEMOA vise quant à lui à aménager 11 000 ha de terres irriguées (dont une première tranche de 5 000 ha annoncée pour 2012) qui seront également attribuées sous forme de titres fonciers. Les lots ne seront pas réservés aux seuls maliens, mais destinés aux citoyens des huit pays de l’Union qui souhaiteront en faire l’acquisition. Mais le flou persiste sur les conditions de leur attribution, et notamment sur la mise en place d’éventuelle mesure d’accompagnement à destination des populations locales qui risquent d’avoir des difficultés à se porter acquéreurs compte tenu de la taille des lots (9, 21 et 48 ha), très supérieure à la taille moyenne des parcelles de la zone.
Mais le projet d’aménagement de loin le plus important et le plus contesté est le projet Malibya.  Né d’un accord entre le Mali et la Libye (dont les termes n’ont pas été rendus publics), ce projet porte sur l’aménagement et l’exploitation de 100 000 ha dans la zone de Kolongotomo. Sa réalisation a été confiée à la société Malibya, filiale d’un fonds souverain libyen  installée à Bamako. La première étape (construction du principal canal d’irrigation et d’une route goudronnée, tous deux de 40 km de long) a été confiée à une entreprise de construction chinoise et achevée en juin 2010 pour un coût de 25 milliards de CFA. Aucun aménagement agricole n’a encore été réalisé mais des études ont été menées concernant la mise en culture de 25 000 ha et la création d’activités d’élevage et d’agro-industrie. Les objectifs de production ont été fixés pour cette première tranche à 200 000 t de riz et 25 000 t de viande par an.
Pour ce projet, les modalités d’attribution des nouvelles exploitations irriguées restent très floues, mais la plus grande part devrait être destinée au secteur privé et la question de la prise en compte des populations locales (mise à disposition d’exploitations ou compensations en cas de déplacement) ne semble pas faire l’objet d’une politique claire de la part des promoteurs du projet. Mais c’est surtout la question de la destination des productions agricoles qui suscite l’inquiétude. Car si les responsables libyens affirment que celles-ci sont destinées à alimenter le marché local, d’autres sources estiment que la Libye souhaiterait pouvoir également contribuer à satisfaire ses besoins d’approvisionnement en denrées alimentaires, voire ceux de l’ensemble des pays de la Communauté des États sahélo-sahariens (CEN-SAD), également partie prenante du projet, et à laquelle appartiennent le Mali et la Libye. 
Enfin, les caractéristiques des aménagements prévus posent la question de la faisabilité et de la durabilité de l’approvisionnement en eau vu les capacités maximales de prélèvement au barrage de Markala. Les limites risquent en effet d’être rapidement atteintes voire dépassées avec la mise en œuvre du projet, ce qui suscitera immanquablement un phénomène de compétition voire de conflit pour l’accès à l’eau avec les zones déjà irriguées. En outre, cette nouvelle et importante pression sur la ressource en eau en amont de la principale zone irriguée que constitue le delta intérieur du Niger pourrait avoir de graves conséquences sur ce territoire où vivent près d’un million de personnes dépendant essentiellement de la pêche et de l’agriculture.

### Entre développement et agro-business, quel avenir pour l’Office du Niger?
Les projets de développement en cours (MCA et UEMOA) sont porteurs d’un certain nombre d’opportunités. Ils s’appuient notamment sur un système innovant de gestion du foncier basé sur des titres individuels, ce qui pourrait permettre de sécuriser la situation des agriculteurs par rapport au système actuel de redevance. Mais les conditions d’attribution et de gestion de cette propriété restent à l’heure actuelle trop imprécises pour se prononcer sur le bénéfice réel que peuvent en attendre les agriculteurs de la zone. Le peu d’attention porté à l’intégration des organisations professionnelles dans la gestion de ces projets est souligné comme une faiblesse importante par certains observateurs. En outre, ces projets sont également porteurs de risques, notamment en ce qui concerne la gestion de l’approvisionnement en eau, or la question de l’efficacité des systèmes d’irrigation semble également délaissée par ces projets, alors que l’utilisation de systèmes plus innovants et plus économes ainsi que l’expérimentation de cultures moins consommatrice d’eau pourrait pallier ces difficultés.
Mais au-delà de ces deux initiatives, l’orientation qui semble privilégiée par les autorités maliennes est bien celle de l’agro-business. En témoignent les dimensions du projet Malibya qui porte sur une surface quatre fois supérieure aux projets MCA et UEMOA réunis. La conception de l’Office comme modèle de développement basé sur la prospérité paysanne, qui prend sa source dans la période coloniale, semble aujourd’hui définitivement délaissée au profit d’une organisation en pôle de production agricole destiné avant tout à produire des excédents commercialisables et des bénéfices pouvant être réinvestis dans l’aménagement de la zone. Les griefs ne manquent certes pas à l’égard du modèle historique d’exploitation familiale qui fait figure de gouffre financier pour les bailleurs de fonds. Le coût des investissements est difficilement supportable vu la taille trop restreinte des exploitations. Les difficultés à amortir les dépenses et à couvrir les frais d’acquisition des intrants conduisent les producteurs à s’endetter, restreignant encore davantage leurs possibilités d’investissements futurs. Dans ce contexte, le modèle d’agriculture familiale s’apparente à un système de survie partiellement basé sur la production vivrière, où les faibles excédents dégagés au prix d’importants efforts ne peuvent donner lieu qu’à des aménagements dérisoires, incapables de régler la question déterminante de la taille des parcelles.
Mais les limites, certes sérieuses, du modèle justifient-elle son abandon ? Rien n’est moins sûr, en particulier en ce qui concerne la situation des populations locales. La privatisation du foncier, encouragée par les bailleurs qui y voient un moyen de sécuriser les exploitants et de favoriser l’investissement, risque de provoquer des phénomènes de spéculation très préjudiciables pour les populations locales qui n’ont toujours pas de véritables titres de propriété individuels. Mais surtout, les caractéristiques du modèle promu par les autorités maliennes suscitent de fortes inquiétudes quant à la gestion durable des ressources et aux conséquences sur l’environnement et sur les structures socio-économiques de la région. La question des capacités d’alimentation en eau du Niger risque de devenir brûlante au regard des risques de pénuries saisonnières, surtout si l’efficience des systèmes d’irrigation n’est pas nettement améliorée. La privatisation et la redistribution des terres risquent également d’avoir de graves conséquences sur un territoire qui constitue un espace pastoral important dans un pays où l’élevage reste essentiellement nomade et extensif. La cohabitation des troupeaux avec les nouveaux projets risque donc de poser problème. Enfin, le déplacement des populations concernées par le projet Malibya (33 villages ont déjà été déplacés) risque également de susciter de fortes tensions dans les zones d’accueil ou les conditions de vie sont déjà difficiles.